# Petardo Thévenot
Il Petardo Thévenot era una bomba a mano francese, prodotta durante la prima guerra mondiale. Venne utilizzata anche dal Regio Esercito italiano.

## Storia
L'ordigno venne sviluppato in Francia dalla ditta F. Thévenot ed adottato dall'Armée de terre. Dal 1916 fu costruito anche in Italia su licenza da Sutter & Thévenot di Castellazzo. Insieme alla SIPE ed alla "Ballerina" fu tra le bombe più utilizzate e più conosciute della Grande Guerra sul fronte italiano. In particolare, per il ridotto raggio d'azione, fu l'arma simbolo degli Arditi insieme al pugnale. Fu prodotta in quattro versioni: Offensivo, Difensivo, Incendiario e Lafitte. Quest'ultima versione prodotta su licenza in Spagna fu utilizzata nella guerra civile.

## Tecnica
Il meccanismo di innesco è identico sulle varie versioni; esternamente le differenze sono minime e le varie versioni sono riconoscibili grazie a codici colore. Il corpo bomba è formato da un cilindro in lamiera di ferro stagnata, attraversata nel senso della lunghezza da un cannello contenente il percussore con la molla e la capsula al fulminato di mercurio. Su una delle facce del cilindro vi sono due tappi, uno per l'inserimento della capsula del detonatore ed uno per l'inserimento della carica; sulla faccia opposta vi è un solo tappo per l'inserimento del percussore. Il cilindro del corpo bomba è attraversato trasversalmente da un foro che incrocia il tubicino del percussore: in questo foro sono alloggiati i due sistemi di sicurezza che bloccano il percussore. Il primo sistema è costituito da un cilindretto zavorrato con sabbia o limatura di ferro che blocca il percussore. Il cilindretto è tenuto in sede soltanto da una fettuccia di tessuto avvolta intorno al corpo bomba, collegata ad una placca di lamiera. La placca di lamiera è fissata al corpo bomba da una coppiglia di filo di rame ad U. Il secondo sistema di sicurezza è costituito da un "cavalletto di sicurezza" (una linguetta metallica sagomata) che blocca il percussore, legato e tenuto in sede dalla suddetta fettuccia.
Al momento dell'impiego, si estrae la coppiglia ad U e si lancia l'ordigno. La placca metallica, non più trattenuta dalla forcella, si stacca dalla bomba ed estrae il "cavalletto di sicurezza" cui è legato dalla fettuccia. Il percussore è quindi ora bloccato soltanto dal cilindretto di limatura di ferro; quando la bomba tocca il terreno o il bersaglio, il cilindretto, non più trattenuto dalla placca e dalla fettuccia, a causa del suo peso esce dal suo alloggiamento; in questo modo sblocca il percussore che, lanciato dalla sua molla, colpisce la capsula di innesco provocando lo scoppio della bomba.
L'uso di questo ordigno era riservato a personale addestrato, poiché l'uso in sicurezza richiedeva di attenersi strettamente alle istruzioni d'uso. Per esempio, per evitare uno scoppio prematuro era importante non imprimere, nel lancio, una rotazione che avrebbe causato la fuoriuscita prematura del cilindretto e quindi lo scoppio in aria. La bomba poteva essere lanciata a 12-35 metri. Le schegge, piccolissime, nella versione Offensiva erano efficaci solo fino a 6-7 metri.

## Versioni
- Offensivo: corpo grigio con bollo rosso (produzione francese) o stella gialla (produzione italiana) sulla placca in lamiera[2].
- Difensivo: corpo giallo ocra[2].
- Incendiario: corpo grigio o rosso, mancante del tappo di caricamento, con tappo del detonatore giallo[2].
- Lafitte o Thévenot Ba: versione con corpo allungato e carica maggiorata, impiegato per la distruzione di reticolati leggeri[2][3].